# Mont Brandon
Pour les articles homonymes, voir Brandon.
Le mont Brandon est une montagne située sur la péninsule de Dingle, dans le comté de Kerry, dans l'ouest de l'Irlande. Son altitude est de 952 mètres, ce qui en fait le deuxième sommet de l'Irlande après le Carrauntuohil. Au pied de la montagne se trouve le petit village de Brandon.

## Toponymie
Son nom provient de Saint Brendan « le navigateur », dont la légende rapporte qu'il est monté jusqu'au sommet vers l'an 530 pour voir les Amériques, avant d'embarquer sur son bateau pour les atteindre par la mer, bien avant les Vikings, sur les côtes du Labrador, via un curragh, bateau léger de la côte ouest de l’Irlande.

## Géologie
Le mont Brandon fait partie d'un massif montagneux nommé Sliabh Mish en gaélique, qui est apparu il y a 300 millions d'années, et qui forme aujourd'hui une impressionnante ligne de crêtes sur environ neuf kilomètres le long de la péninsule et qui, outre le mont Brandon (930 m), passe par les sommets An Gearan (pic Brandon, 803 m, Piaras Mor 748 m) et Mas an Tiompan (763 m.
L'aspect rocailleux du mont Brandon est dû au travail des anciens glaciers des périodes glaciaires, qui ont creusé toute une série de cirques sur le flanc est de la montagne. Presque tout le long du chemin jusqu'au sommet court une succession de terrasses rocheuses alignées abritant chacune un lac (les lacs Pater Noster, le plus grand étant le Loch Cruite). 
Le sommet du mont Brandon en lui-même est rond et lisse, du fait qu'il n'a jamais été couvert par les glaces, et présente un fort contraste par rapport au proche pic Brandon, qui a presque une apparence de montagne alpine.
La partie ouest du mont Brandon est totalement différente de la partie est. Plus exposée au soleil, elle a beaucoup moins subi l'effet des glaciers, et se présente sous la forme de pentes herbeuses très régulières.

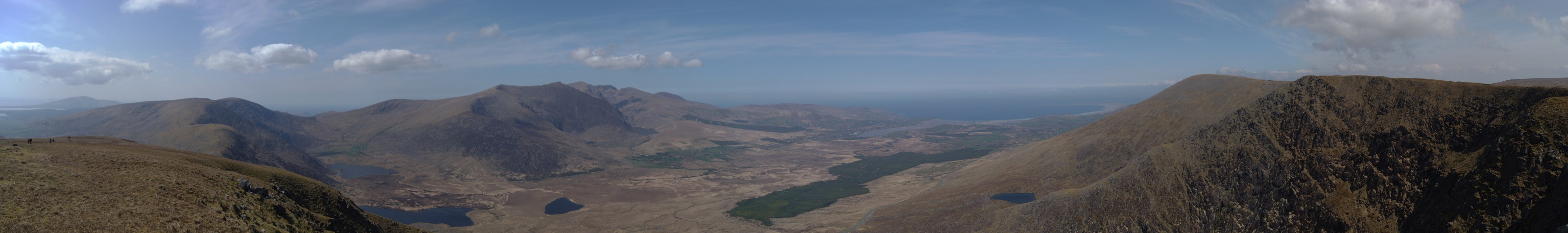
Le mont Brandon (partie gauche de l'image) vu depuis le Conor pass.